# Municipio de West Side
West Side Township es una subdivisión territorial del condado de Crawford, Iowa, Estados Unidos. Según el censo de 2020, tiene una población de 856 habitantes.
Es una subdivisión exclusivamente geográfica, por cuanto el estado de Iowa no utiliza la herramienta de los townships como Gobiernos municipales.

## Geografía
La subdivisión está ubicada en las coordenadas 42°4′53″N 95°8′44″O / 42.08139, -95.14556. Según la Oficina del Censo, tiene una superficie total de 93.37 km², de los cuales 93.29 km² corresponden a tierra firme y 0.08 km² están cubiertos de agua.

## Demografía
Según el censo de 2020, hay 856 personas residiendo en la zona. La densidad de población es de 9.2 hab./km². El 87.0 % de los habitantes son blancos, el 0.9 % son afroamericanos, el 0.2 % son asiáticos el 6.1 % son de otras razas y el 5.7 % son de una mezcla de razas. Del total de la población, el 11.6 % son hispanos o latinos de cualquier raza.